# Filomena Mascarenhas Tipote
Filomena Mendes Mascarenhas Tipote (* 1. März 1969) ist eine Politikerin aus Guinea-Bissau.

## Leben
Filomena Mascarenhas Tipote wurde 2000 von Ministerpräsident Caetano N’Tchama zur Staatssekretärin in dessen Regierung berufen. Nachdem dieser am 19. März 2001 zurückgetreten war, wurde sie von dessen Nachfolger Faustino Imbali am 21. März 2001 zur Ministerin für soziale Solidarität, Beschäftigung und Armutskontrolle in dessen Kabinett berufen, dem sie bis zum Ende von Imbalis Amtszeit am 9. Dezember 2001 angehörte. Als Nachfolgerin von Malam Mané war sie zwischen dem 9. Dezember 2001 und dem 17. November 2002 Außenministerin in der Regierung von Ministerpräsident Alamara Nhassé. Danach fungierte sie vom 17. November 2002 bis zum 14. September 2003 als Ministerin für öffentliche Verwaltung, öffentliche Arbeiten, Arbeit und Beschäftigung im Kabinett von Ministerpräsident Mário Pires.
Zwischen dem 28. September 2003 und dem 10. Mai 2004 war Tipote Verteidigungsministerin in der Regierung von Ministerpräsident Artur Sanhá. Seit 2019 ist sie Botschafterin von Guinea-Bissau beim Heiligen Stuhl.